# Ægir (navire)
Pour les articles homonymes, voir Ægir (homonymie).
Le Ægir, ou Ægir II, est un navire patrouilleur islandais de la classe Ægir, utilisé par la Garde-côtes d'Islande. Les principales missions du navire sont la surveillance la Zone économique exclusive de l'Islande et la recherche et le sauvetage en mer.

## Galerie

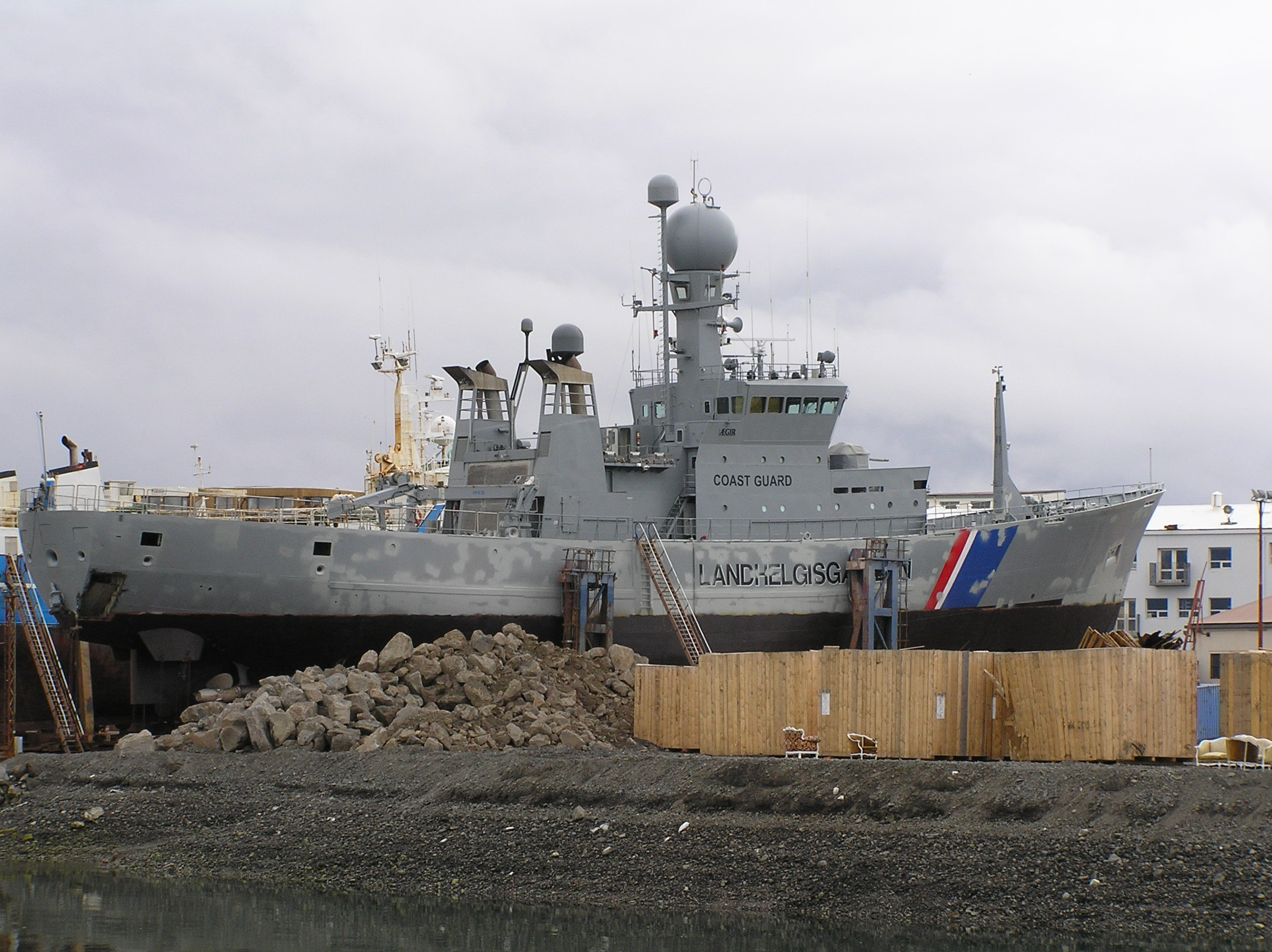